# Summer Night Town
Singles de Morning Musume
Morning Coffee
(28 janvier 1998) Daite Hold On Me!
(9 sept. 1998)
Summer Night Town (サマーナイトタウン, trad. : "Ville de nuit estivale") est le 2e single du groupe de J-pop Morning Musume, sorti en 1998.

## Présentation
Le single, écrit, composé et produit par Tsunku, sort d'abord le 27 mai 1998 au Japon sur le label zetima, au format mini-CD (8 cm). Il atteint la 4e place du classement Oricon, et reste classé pendant 18 semaines, pour un total de 417 330 exemplaires vendus ; malgré ce classement relativement faible par rapport aux singles suivants, il restera le dixième single le plus vendu du groupe. C'est son premier single avec les trois nouvelles membres de la "2e génération".
La chanson-titre figurera sur le premier album du groupe, First Time, qui sort en juillet suivant. Elle sera reprise en anglais ce même mois de juillet par le groupe affilié Coconuts Musume sur son premier single Halation Summer / Summer Night Town (English Version). Elle sera également reprise par le sous-groupe Morning Musume Otome Gumi en 2004 sur son single Yūjō ~Kokoro no Busu ni wa Naranee!~.
Le single Summer Night Town est ré-édité fin 2004 au format maxi-CD (12 cm) avec une version supplémentaire "live" de la chanson-titre, pour faire partie du coffret Early Single Box contenant les ré-éditions des huit premiers singles du groupe. Ces huit singles au format 12 cm sont ensuite re-sortis à l'unité le 2 mars 2005.

## Formation
Membres du groupe créditées sur le single :
1re génération: Yuko Nakazawa, Aya Ishiguro, Kaori Iida, Natsumi Abe, Asuka Fukuda

2e génération (début): Kei Yasuda, Mari Yaguchi, Sayaka Ichii

## Liste des titres
Édition 8 cm de 1998
1. Summer Night Town (サマーナイトタウン?) – 3:49
2. A Memory of Summer '98 – 3:58
3. Summer Night Town (Instrumental) (サマーナイトタウン...?) – 3:47

Édition 12 cm de 2005
1. Summer Night Town (サマーナイトタウン?) – 3:49
2. A Memory of Summer '98 – 3:58
3. Summer Night Town (Instrumental) (サマーナイトタウン...?) – 3:47
4. Summer Night Town (First Live Version) (サマーナイトタウン...?) - 04:13